# El auge del humano
El auge del humano es una película coproducción de Argentina, Brasil y Portugal escrita, producida, montada y dirigida por Eduardo Williams.
La película se estrenó mundialmente en la sección oficial Cineasti del Presente de la 69.ª edición del Festival de Locarno donde ganó el Lepardo de Oro a la mejor película y una mención especial en el apartado de óperas primas.

## Premios y nominaciones

### Participación en festivales de cine
| Festival                                   | Fecha de evento                        | Categoría                              | Premio  | Ref   |
| ------------------------------------------ | -------------------------------------- | -------------------------------------- | ------- | ----- |
| Festival Internacional de Cine de Locarno  | 3 de agosto al 13 de agosto de 2016    | Cineasti del presente - Mejor película | Ganador | [ 5 ] |
| Festival Internacional de Cine de Locarno  | 3 de agosto al 13 de agosto de 2016    | Mención especial                       | Ganador | [ 5 ] |
| Festival Internacional de Cine de Valdivia | 10 de octubre al 16 de octubre de 2016 | Mención especial                       | Ganador | [ 6 ] |